# HSDPA
HSDPA (на английски: High-Speed Downlink Packet Access, пренос на данни между базова станция и преносимо устройство осъществяван при високоскоростен достъп) е протокол за мобилна телефония, означаван също като 3.5G, 3G+ или турбо 3G, който осигурява по-високи скорости на пренос на данните. Скоростите от порядъка на 14,4 Mbps downlink позволяват обмена на значително по-голямо количество информация между преносимото устройство и базовата станция, като по този начин правят възможен достъпа до онлайн игри, филми, streaming и др. По-новите стандарти позволяват скоростите да достигнат до 337 Mbit/s на низходящия линк и 34 Mbit/s на възходящия. Тези скорости обаче рядко се постигат на практика.
HSDPA работи под 3G UMTS като зависи само от използваното устройство.